# Phyllodictus flabellatus
Phyllodictus flabellatus är en insektsart som först beskrevs av Ball 1903.  Phyllodictus flabellatus ingår i släktet Phyllodictus och familjen sporrstritar. Inga underarter finns listade i Catalogue of Life.